# デイトス
デイトス（英字表記：DEITOS）は、株式会社JR博多シティ（旧・博多ターミナルビル株式会社）が博多駅で運営する駅ビル内の商業施設。

## 現在の店舗

### 博多デイトス
福岡市博多区博多駅中央街1番1号（博多駅筑紫口側の駅ビル「新幹線博多ビル」内）に所在。2016年現在、地上2階、地下1階。1階はマイング博多駅名店街とゲート無しで行き来できる。2階にはデイトスアネックスとの連絡通路がある。北寄り区画にある土産品店・飲食店街と「いっぴん通り」がデイトスとなっている（後述）。

#### 主要店舗など
地上1階：土産店街「みやげもん市場」、路地空間の飲食街「博多ほろよい通り」、人気総菜店やパティスリーを集めた「いっぴん通り」
地上2階：麺類の飲食店街「博多めん街道」
地下1階：飲食店街「博多のごはん処」（旧：「あじわいすとりーと」）
博多めん街道
- 元祖博多だるま
- らーめん二男坊
- 博多川端どさんこ

- 長浜ナンバーワン
- 博多一幸舎
- ラーメン海鳴

- 博多らーめんShin-Shin
- 支那そば 月や
- モヒカンらーめん

- 能古うどん

過去の博多めん街道店舗
- ぴかまつ一番

#### 沿革
- 1975年3月10日オープン。
- 2009年4月から九州新幹線鹿児島ルート全線開業に先行して、休業した上で全面改装を開始。2009年10月23日にリニューアルオープンした。
  - この時点で前述のほか、南寄り区画に、地上1階にはファッション・雑貨・食料店街「DEITOS STREET」、地下1階には生活用品やファッション店街「LIFE STYLE STREET」が有った。
- 2011年3月3日にJR博多シティが開業し、内テナントのアミュプラザ博多、博多阪急と連絡口で繋がった。
- 2012年6月2日より、これまでアミュプラザ博多として営業していた「いっぴん通り」が博多デイトスでの営業に変更された[1]。
- 2014年3月1日、これまで博多デイトスの売り場であった、地上1階の「DEITOS STREET」の一部と地下1階の「LIFE STYLE STREET」のエリアを改装し、「アミュエスト(AMU EST)」としてリニューアルオープンした[2][3]。これに伴い、同売り場は2014年1月14日から2月28日まで一時休業した[4]。
  - これにより、「博多デイトス(DEITOS)」の売り場は北寄りの土産品店・飲食店街と「いっぴん通り」がメインとなる。またデイトスの公式サイトもアミュプラザ博多（JR博多シティ）のサイトに統合された。
- 2015年4月1日には、隣の「エキサイド博多」が「デイトスアネックス」に名称変更した。[5]
- 2023年10月6日に、当社運営施設としてデイトス1F横のJR九州博多駅構内として営業していた店舗群が「いっぴん東通り」と名称変更。同時に、アミュプラザ側の構内店舗群を「いっぴん西通り」としてオープン。

## かつて存在した店舗

### 姪浜デイトス
福岡市西区姪の浜4丁目8番2号
- 1984年12月1日オープン。

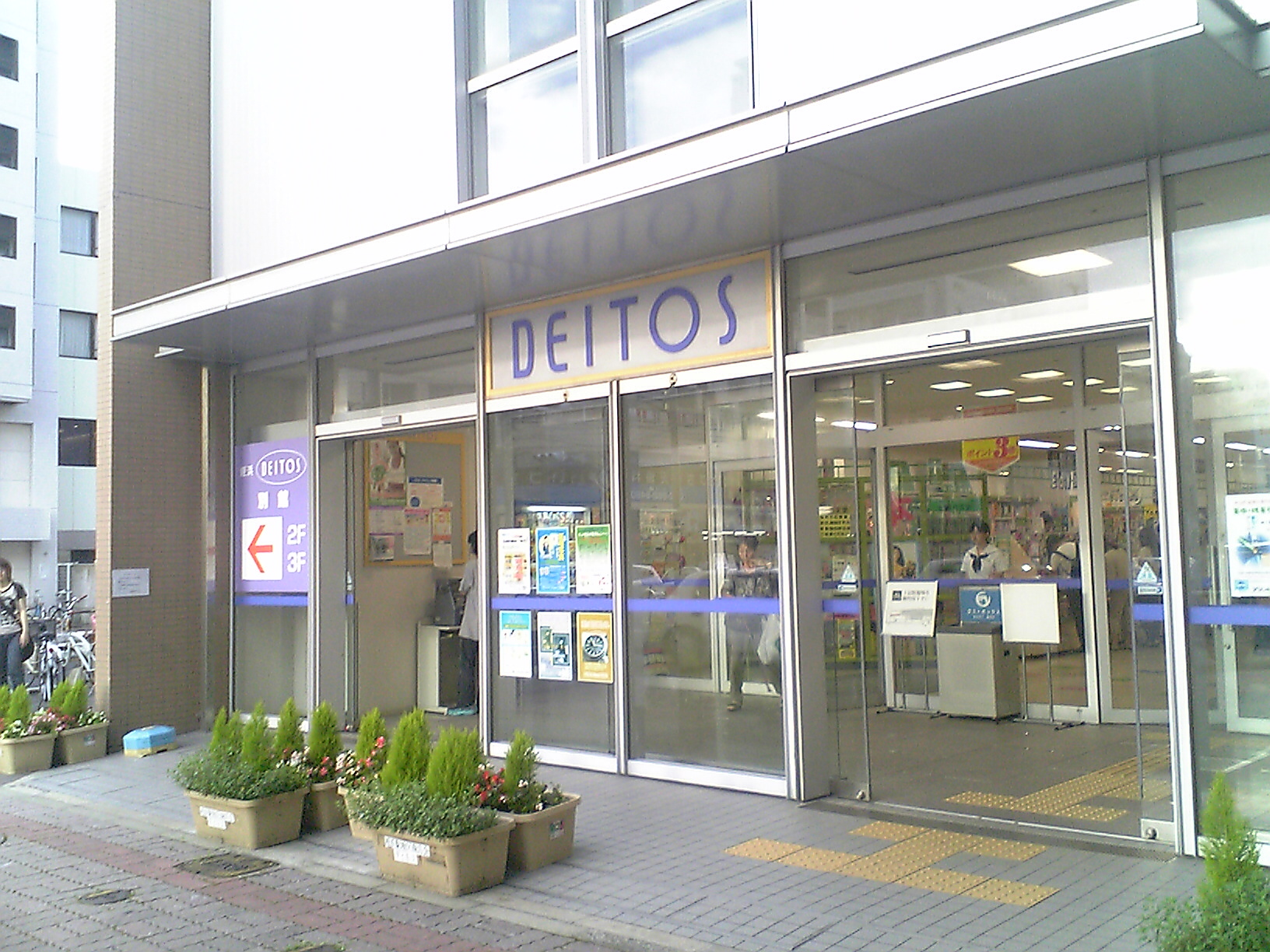
姪浜DEITOS
（2009年7月13日撮影）
業態転換のため現存しない（後述）。

- 姪浜駅ビルの地上1階部分東側にフロアーを有していた。
- 駐車場（17台収容）・駐輪場（179台収容）があった。
- デイトスカルチャールームが開かれ、スポーツ、カルチャー、美容など多彩な講座が催された。
- 改装工事のため2014年5月4日を以て閉鎖。
- 2014年7月14日、JR九州ビルマネジメントが運営するえきマチ1丁目 姪浜として新装オープンした[6]。

### 佐賀デイトス
佐賀県佐賀市駅前中央1丁目11番20号
- 佐賀駅駅ビル内の商業施設[7]。
- 1977年12月1日オープン[7]。
- 東館と西館で構成されていた。
- 物販・食事・土産のコーナーがあった。
- 東館は佐賀駅バスセンターと連絡していた。
- 2014年10月14日、JR九州ビルマネジメントが運営するえきマチ1丁目 佐賀に名称変更[8]。